# Рудніче
Рудніче (пол. Rudnicze, нім. Biberfeld) — село в Польщі, у гміні Вонґровець Вонґровецького повіту Великопольського воєводства.
Населення — 450 осіб (2011).
У 1975-1998 роках село належало до Пільського воєводства.

## Демографія
Демографічна структура станом на 31 березня 2011 року:
|          | Загалом | Допрацездатний вік | Працездатний вік | Постпрацездатний вік |
| -------- | ------- | ------------------ | ---------------- | -------------------- |
| Чоловіки | 227     | 70                 | 142              | 15                   |
| Жінки    | 223     | 61                 | 128              | 34                   |
| Разом    | 450     | 131                | 270              | 49                   |